# Macowania abyssinica
Macowania abyssinica là một loài thực vật có hoa trong họ Cúc. Loài này được B.L.Burtt mô tả khoa học đầu tiên năm 1972.